# Zamach w Bir al-Abd
Zamach w Bir al-Abd – akt terrorystyczny, który miał miejsce 24 listopada 2017 w miejscowości Bir al-Abd, leżącej w prowincji gubernatorskiej Synaj Północny, na półwyspie Synaj, w Egipcie.

## Przebieg
Do zamachu doszło 24 listopada 2017 roku. Gdy wierni opuszczali suficki meczet, zamachowcy (25–30 napastników) zdetonowali podłożone wcześniej koło świątyni materiały wybuchowe. Po zdetonowaniu ładunków zaczęli strzelać do uciekających osób. Według relacji świadków napastnicy mieli strzelać do karetek, które podjeżdżały na miejsce zamachu.
W zamachu zginęło 311 osób, a 130 zostało rannych. Po zamachu egipski rząd ogłosił trzydniową żałobę narodową.